# 用稲千春
用稲 千春（よういね ちはる、1974年〈昭和49年〉3月26日 - ）は、日本の元タレント、元東日本放送（KHB）アナウンサーである。本名は二岡 千春（におか ちはる）で、1990年代後半から2000年代に、アナウンサーとして活動した。

## 人物
東京都青梅市出身、日本大学第二高等学校を経て、成蹊大学工学部を卒業する。趣味はスポーツ観戦と絵画、ピアノ、旅行で、高校時代はバレーボール部に所属した。

### 経歴
大学在学中にミスキャンパス「ミス成蹊大グランプリ」を受賞し、大卒後の1996年にアナウンサーとして東日本放送へ入社してニュース番組などに出演した。2001年に退職してセント・フォース所属のフリーアナウンサーになった。
結婚翌年の2006年11月に発売された雑誌で、「できるだろうと思っていた家庭と仕事との両立が、いざ結婚してみると難しかった」として、アナウンサー引退を示唆した。2008年9月30日には所属するセント・フォース公式HPからプロフィールが抹消されたが、2009年秋から2015年春まで再掲載されていた。

### 私生活
2005年12月18日、当時プロ野球読売ジャイアンツの野球選手二岡智宏選手と結婚した。2007年6月10日には男児を出産したが、翌年7月に夫の二岡と女性タレント山本モナの不倫が報じられた。
ガンダムを好んでガンプラが好きと公言し、自宅に自らが製作したシャア専用ズゴックを飾る。

## 出演番組
- サンデーモーニング（TBS）- リポーター
- ウォッチ!（TBS）- ニュース担当　2004年3月29日 - 2005年3月25日
- ウェークアップ!ぷらす（読売テレビ制作、日本テレビ系）- 司会　2005年4月2日 - 2006年9月30日

### 東日本放送時代
- KHBニュースチャンネル